# Thomas Napper
Thomas Napper est un réalisateur britannique né le 26 juin 1970 à Londres.

## Biographie
Après plusieurs clips musicaux et courts métrages, Thomas Napper réalise notamment Jawbone, long métrage consacré au boxeur Jimmy McCabe.
Il entreprend en 2022, en France, le tournage de Clicquot,.

## Filmographie

### Courts métrages
- 1996 : Dead London
- 2001 : Sideshow

### Longs métrages
- 2010 : Lost Angels : Skid Row Is My Home
- 2017 : L'Ultime Combat (Jawbone)